# Kaple Narození svatého Jana Křtitele (Počeplice)
Kaple Narození svatého Jana Křtitele v Počeplicích je sakrální stavba nacházející se na návsi obce Počeplice. Duchovní správou spadá pod farnost Štětí nad Labem. Kaple je chráněna jako kulturní památka.

## Historie
Kaple byla postavena zřejmě krátce po roce 1843. Na mapě stabilního katastru z tohoto roku totiž ještě není zakreslena. Protože kování dveří je však ještě klasicistní nebo empírové, lze podle datace oltářního obrazu datovaného zřejmě do roku 1876, poslední číslice je totiž nejistá, usuzovat, že počeplická kaple byla postavena kolem roku 1875. 
Do věžičky byl po opravě a elektrifikaci 17. července 2003 zavěšen železný zvon. Druhý zvon, který by měl v kapli být, byl zrekvírován za II. světové války.

## Architektura

### Exteriér

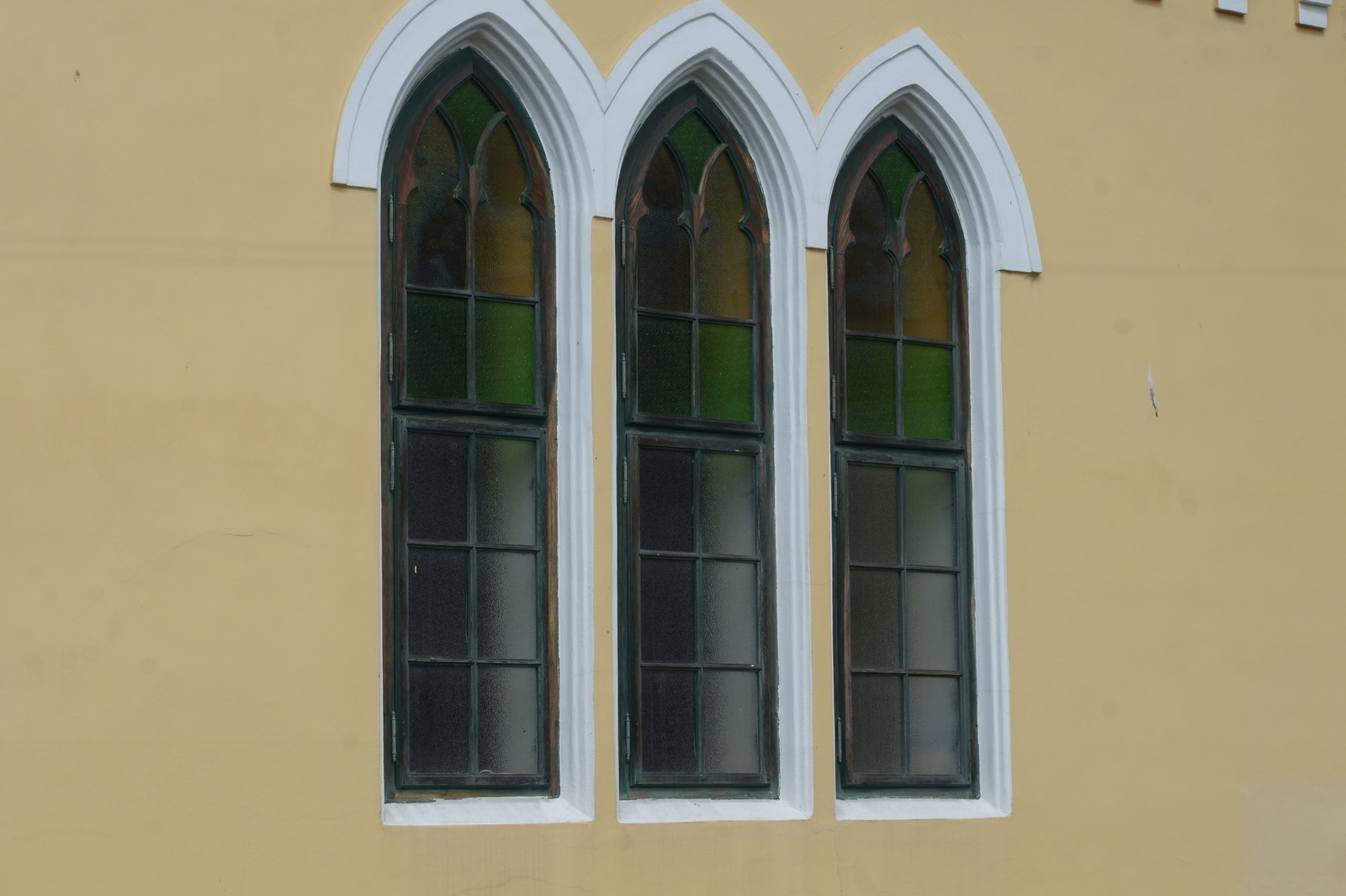
Trojité sdružené okno počeplické kaple

Jedná se historizující stavbu s neorománskými a neogotickými prvky typickými pro 2. polovinu 19. století. Stavba je jednolodní neorientovaná. Presbytář směřuje k jihovýchodu. Kaple je hladce omítnutá. Má hranolovou věžičku nad hlavním severozápadním průčelím. Věžička je postavena na obdélném půdorysu s odsazeným půlkruhovým závěrem (presbytářem) pod sedlovou, nad závěrem zvalbenou střechou, která je krytá břidlicí. Věžička má plechem krytou osmibokou jehlancovou střechu, která je zakončená makovicí a patriarším jetelovým křížem. Průčelí mají jednoduchý sokl (v roce 2015 natřený červeně), bohatě profilovanou korunní římsku a lizénové rámy. Horní část lizénových rámů tvoří obloučkový vlys. Vlys má lomené obloučky, které jsou neseny třikrát odstupněnými konzolkami. Severozápadní hlavní vstupní štítové průčelí má v ose levé dvoukřídlé dveře, které se otevírají dovnitř. Dveře mají dvě výplně rozdělené profilovanými latěmi do tvaru helvetských křížů (uprostřed) a kružeb ve tvaru tzv. jeptišek (nahoře). Portál dveří tvoří pásová šambrána, která je nahoře zakončená lomeným obloukem. Na jeho vrcholu se nachází soklík, ve kterém je malý latinský jetelový křížek. V oblouku, nad překladem dveří, je kružba provedená z plochých prutů. Lizénový rám se kolem tohoto portálu zalamuje. Nahoře je stupňovitě zakončen. Nad tím, již zčásti v neodděleném štítu, je sdružené okénko, které je tvořené dvěma jednokřídlovými okénky, která se otevírají ven. Okénka jsou rozdělena kružbou na pět tabulek a jsou osazena v líci fasády. Nad korunní římsou má štít atiku v podobě cimbuří, které má tři stínky na každé straně. Nad nimi je věžička, která má na každé straně lomené okno opatřené žaluzií. Na ním je buď černý kruhový hodinový ciferník s bílými ručičkami a římskými číslicemi (tyto se nacházejí na severozápadní a jihovýchodní straně), nebo jsou zde kulatá okna, které se nacházejí na zbývajících stranách. Korunní římsa věžičky je uprostřed každé strany zalomena do neúplného trojúhelného tympanonu. Severovýchodní a jihozápadní boční průčelí mají po dvou lizénových rámech. Ten na severovýchodní straně je velmi úzký a má pouze tři obloučky obloučkového vlysu a představuje tak šířku předsíně a kruchty nad ní v interiéru. V ose většího rámu je vždy trojité sdružené okno, které je tvořené dvoukřídlými hrotitými okny, které se otevírají ven. Dolní křídla oken mají šest tabulek; horní okna jsou rozdělena kružbou na pět tabulek. Okna jsou osazena ve zkosených profilovaných špaletách a v horní obloukové části jsou opatřena šambránou s obrysovou lištou. Jihovýchodní průčelí kde je závěr presbytáře nemá žádné otvory, pouze ve středu se nachází kruhové zrcadlo, které je vymezené profilovanou lištou.

### Interiér
Loď kaple má valenou lomenou klenbu se dvěma protilehlými trojbokými výsečemi nad sdruženými okny. Presbytář je zaklenut konchou a od lodi je oddělen lomeným vítězným obloukem. Na severozápadní straně se do lodi širokým segmentovým obloukem otvírá napříč situovaná úzká předsíň se segmentovou valenou klenbou. Předsíň má v severovýchodním konci levotočivé štenýřové dřevěné schodiště, které má 16 stupňů a vede do patra na kruchtu. Kruchta kopíruje půdorys předsíně. Do lodi je otevřena hrotitým obloukem se zábradlím vyskládaných ze svislých prken. Ta jsou prořezaná tak, že tyto průřezy tvoří na výšku protáhlé pisánské kříže. Kruchta má v klenbě pruskou placku, která je uprostřed přerušená tzv. „šachtou“, v reálu dolním interiérem vížky. Ten je nahoře oddělený od jejího zvonového patra dvoukřídlým dřevěným poklopem. Klenby lodi a presbytáře jsou od stěn odděleny profilovanou římsou, která se zalamuje i kolem vítězného oblouku. Římsa je přerušena pouze nikami sdružených oken, do kterých se zalamuje. Podlaha kaple v přízemí je ze čtvercových pískovcových dlaždic. Ty jsou v lodi a v kněžišti kladené na koso a na střih. V předsíni a pod jejím obloukem jsou dlaždice kladené na vazbu, přičemž pásy vazeb pod obloukem a v předsíni jsou na sebe kolmé. Pod vítězným obloukem se nachází pískovcový schod. Podlaha kruchty je z prken.

### Vnitřní vybavení
Kaple je vybavena mobiliářem, který převážně pochází z období její výstavby nebo krátce po ní. Hlavní oltář je neogotický. Jedná se oltář z roku 1876 s deskovým obrazem sv. Jana Křtitele od Jana Popelíka (1832–1906). Doplněn je čtyřmi kovovými svícny. V lodi jsou dva bloky neogotických lavic. Každý blok má čtyři lavice. Ty jsou doplněny dvěma procesními kříži s háčky na zavěšení korouhví, které jsou uchovávány po povodni v roce 2013 na faře ve Štětí. Dále je zde klekátko, dřevěný soustružený paškální svícen, stolek, stolička a obraz Piety. Jedná se o olejomalbu na plátně od Kateřiny Tietz z roku 1875. Dalších pět obrazů jsou barvotisky na papíře, který je podlepen plátnem. Jsou usazeny do „zlacených“ rámů. Jedná se o zobrazení: modlícího se Krista na Olivové hoře, Madony, sv. Josefa s dítětem Ježíšem, Panny Marie a modlícího se Krista. V kapli je secesní krucifix, keramická socha Panny Marie a také porcelánová soška Panny Marie, která je převýšená dřevěným latinským křížkem. Dílem pocházející z doby před vznikem kaple je barokní zpovědnice z 18. století. V předsíni se nachází skříň s nástavcem a na kruchtě je umístěno harmonium se stoličkou. Je zde uskladněno osm dřevěných svícnů.

## Galerie

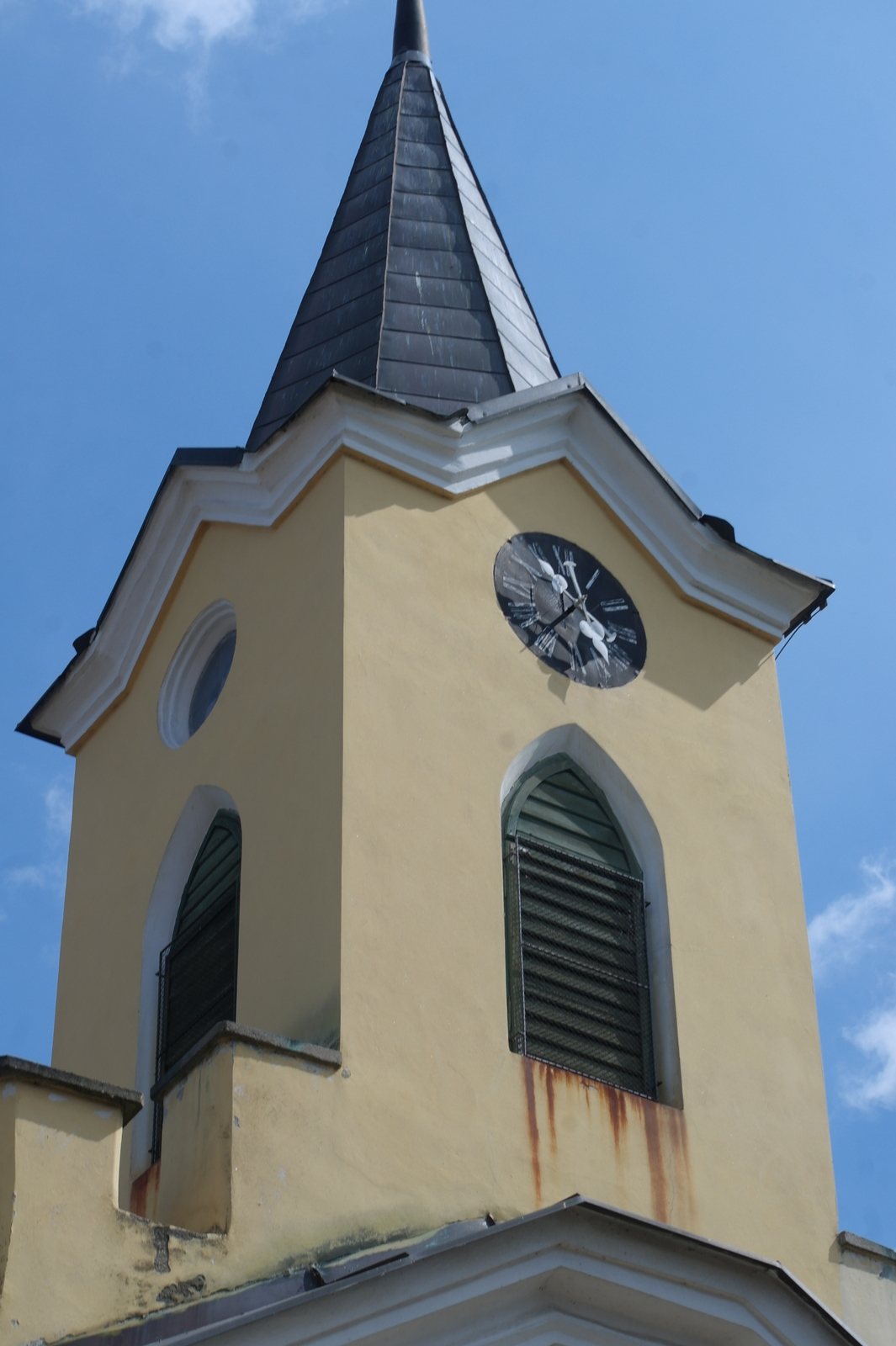
Detail věžičky
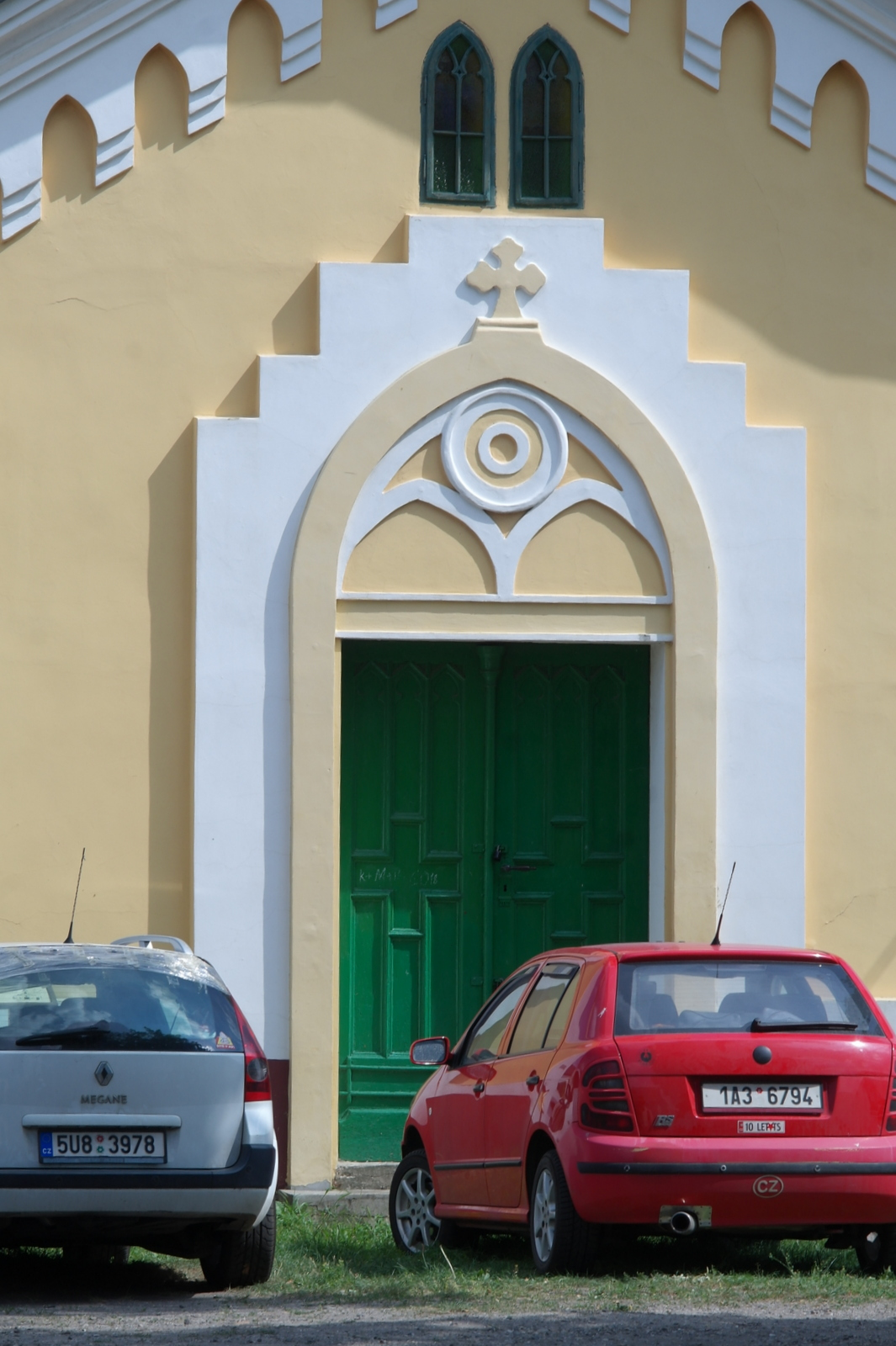
Vstupní portál
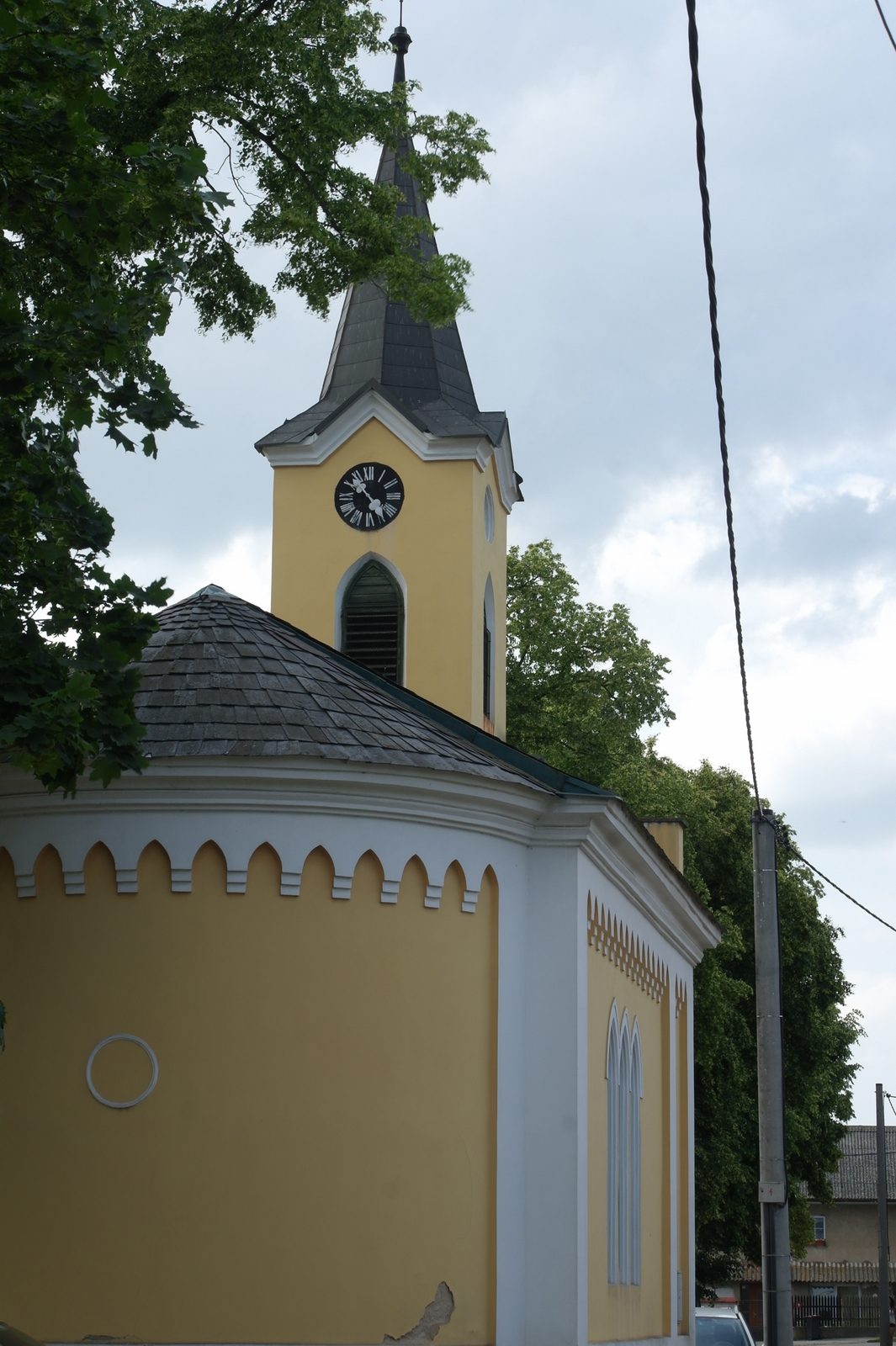
Závěr kaple (presbytář)